# コイズミ学習ブック
『コイズミ学習ブック』（コイズミがくしゅうブック）は、こいずみまりによる日本の漫画。白泉社の雑誌『ヤングアニマル』に1998年7号から2001年8号まで連載された。

## 作品概要
性に関する毎回テーマに沿った読者からの質問、相談や体験談を取り上げユーモアを交えて進行するスタイルが定番だった。他にも加藤鷹や深田美穂など業界人への取材等もあった。当時、読者からの投稿を元に進行する形態は『ヤングアニマル』誌の中では異色の存在で読者から大きな反響があった。掲載位置は基本的に最終頁に固定されていた。
当初連載時は『コイズミ学習デスク』という、実在の商品名のパロディの意味を込めたタイトルであったが、単行本発売時にタイトルが変更された。同名の学習机ブランドとの混同およびメーカーである小泉産業からの抗議を避けるため。実際に抗議があったという説があるが、真相は明かされていない。
1999年10月には生ライブが行われた他、現地取材などの特集号があり、読者の熱い声援を受けることとなった。

## 登場人物
こいずみまり
講師を務める作者本人。作中では動物の着ぐるみを着た3頭身半の姿で描かれるが、28話では着ぐるみを脱いで普通の体型になった。
鬼頭奈々子（きとう ななこ）
アシスタント。通称「なめ子（亀頭なめ子）」。こいずみまりの代わりに実演することが多い。
同人誌『家政婦エツ子総集編』によると、当時連載が定着しないでいた『家政婦♥エツ子』（後に『家政婦のエツ子さん』と改題）のエツ子のキャラデザインを流用したとのこと。

## 書誌情報

### 掲載誌
- ヤングアニマル（白泉社）：1998年7号から2001年8号

### 単行本
白泉社ジェッツコミックスより刊行された。現在は絶版。
1. 第1巻（1999年2月初版発行） ISBN 978-4592132011
2. 第2巻（1999年9月初版発行） ISBN 978-4592132028
3. 第3巻（2000年4月初版発行） ISBN 978-4592132035
4. 第4巻（2000年11月初版発行） ISBN 978-4592132042
5. 第5巻（2001年5月初版発行） ISBN 978-4592132059

また、同じく白泉社から2006年7月にコンビニコミックが刊行されている。